# Globe d'or du meilleur film
Pour un article plus général, voir Globe d'or.
 (novembre 2024).
Si vous disposez d'ouvrages ou d'articles de référence ou si vous connaissez des sites web de qualité traitant du thème abordé ici, merci de compléter l'article en donnant les références utiles à sa vérifiabilité et en les liant à la section « Notes et références ».
Le Globe d’or du meilleur film est un prix décerné chaque année aux meilleurs films italiens.

## Globe d’or du meilleur film
Les globe d’or du meilleur film sont :

### Année 1960-1969
| Année | Film                       | Réalisateur      |
| ----- | -------------------------- | ---------------- |
| 1960  | Meurtre à l'italienne      | Pietro Germi     |
| 1961  | Rocco et ses frères        | Luchino Visconti |
| 1962  | Divorce à l'italienne      | Pietro Germi     |
| 1963  | Salvatore Giuliano         | Francesco Rosi   |
| 1964  | non affecté                |                  |
| 1965  | non affecté                |                  |
| 1966  | Ces messieurs dames        | Pietro Germi     |
| 1967  | non affecté                |                  |
| 1968  | Bandits à Milan            | Carlo Lizzani    |
| 1969  | Journal d'une schizophrène | Nelo Risi        |

### Année 1970-1979
| Année | Film                                             | Réalisateur        |
| ----- | ------------------------------------------------ | ------------------ |
| 1970  | Enquête sur un citoyen au-dessus de tout soupçon | Elio Petri         |
| 1971  | Mort à Venise                                    | Luchino Visconti   |
| 1972  | Il caso Mattei (ex aequo)                        | Francesco Rosi     |
| 1972  | Un amour insolite (ex aequo)                     | Alberto Bevilacqua |
| 1973  | Il delitto Matteotti                             | Florestano Vancini |
| 1974  | Amarcord                                         | Federico Fellini   |
| 1975  | non affecté                                      |                    |
| 1976  | non affecté                                      |                    |
| 1977  | Une journée particulière                         | Ettore Scola       |
| 1978  | non affecté                                      |                    |
| 1979  | non affecté                                      |                    |

### Année 1980-1989
| Année | Film                                             | Realisateur               |
| ----- | ------------------------------------------------ | ------------------------- |
| 1980  | non affecté                                      |                           |
| 1981  | Trois Frères (Tre fratelli)                      | Francesco Rosi            |
| 1982  | L'Imposteur                                      | Luigi Comencini           |
| 1983  | La Nuit de San Lorenzo (La notte di San Lorenzo) | Paolo et Vittorio Taviani |
| 1984  | Et vogue le navire…                              | Federico Fellini          |
| 1985  | Kaos                                             | Paolo et Vittorio Taviani |
| 1986  | Ginger et Fred                                   | Federico Fellini          |
| 1987  | La Famille (La famiglia)                         | Ettore Scola              |
| 1988  | Intervista                                       | Federico Fellini          |
| 1989  | Le Voleur de savonnettes                         | Maurizio Nichetti         |

### Année 1990-1999
| Année                                   | Film                 | Réalisateur         |
| --------------------------------------- | -------------------- | ------------------- |
| 1990                                    |                      |                     |
| Portes ouvertes                         | Gianni Amelio        |                     |
| Lo zio indegno                          | Franco Brusati       |                     |
| Il male oscuro                          | Mario Monicelli      |                     |
| 1991                                    |                      |                     |
| Autour du désir                         | Marco Bellocchio     |                     |
| Les Enfants volés                       | Maurizio Nichetti    |                     |
| Mediterraneo                            | Gabriele Salvatores  |                     |
| 1992                                    |                      |                     |
| Una storia semplice                     | Emidio Greco         |                     |
| Les Enfants volés                       | Gianni Amelio        |                     |
| Maledetto il giorno che t'ho incontrato | Carlo Verdone        |                     |
| 1993                                    |                      |                     |
| La fine è nota                          | Cristina Comencini   |                     |
| Années d'enfance                        | Roberto Faenza       |                     |
| Stefano Quantestorie                    | Maurizio Nichetti    |                     |
| 1994                                    |                      |                     |
| Journal intime                          | Nanni Moretti        |                     |
| Senza pelle                             | Alessandro D'Alatri  |                     |
| Una pura formalità                      | Giuseppe Tornatore   |                     |
| 1995                                    |                      |                     |
| L'Amour meurtri                         | Mario Martone        |                     |
| Le Facteur                              | Michael Radford      |                     |
| La scuola                               | Daniele Luchetti     |                     |
| 1996                                    |                      |                     |
| Compagne de voyage                      | Peter Del Monte      |                     |
| Ivo il tardivo                          | Alessandro Benvenuti |                     |
| Trafitti da un raggio di sole           | Claudio Del Punta    |                     |
| Cervellini fritti impanati              | Maurizio Zaccaro     |                     |
| 1997                                    |                      |                     |
| Il principe di Homburg                  | Marco Bellocchio     |                     |
| Il carniere                             | Maurizio Zaccaro     |                     |
| La Vie silencieuse de Marianna Ucria    | Roberto Faenza       |                     |
| Luna e l'altra                          | Maurizio Nichetti    |                     |
| 1998                                    | La vie est belle     | Roberto Benigni     |
| 1999                                    | L'assedio            | Bernardo Bertolucci |

### Année 2000-2009
| Année                        | Film                  | Réalisateur |
| ---------------------------- | --------------------- | ----------- |
| 2000                         |                       |             |
| Garage Olimpo                | Marco Bechis          |             |
| Canone inverso - Making Love | Ricky Tognazzi        |             |
| Pain, Tulipes et Comédie     | Silvio Soldini        |             |
| 2001                         |                       |             |
| Il mestiere delle armi       | Ermanno Olmi          |             |
| Les Cent Pas                 | Marco Tullio Giordana |             |
| Tableau de famille           | Ferzan Özpetek        |             |
| 2002                         |                       |             |
| L'ora di religione           | Marco Bellocchio      |             |
| Vajont                       | Renzo Martinelli      |             |
| Je brûle dans le vent        | Silvio Soldini        |             |
| 2003                         |                       |             |
| La Fenêtre d'en face         | Ferzan Özpetek        |             |
| L'Âme en jeu                 | Roberto Faenza        |             |
| L'Étrange Monsieur Peppino   | Matteo Garrone        |             |
| 2004                         |                       |             |
| Non ti muovere               | Sergio Castellitto    |             |
| Buongiorno, notte            | Marco Bellocchio      |             |
| La meglio gioventù           | Marco Tullio Giordana |             |
| 2005                         |                       |             |
| Une fois que tu es né        | Marco Tullio Giordana |             |
| Le chiavi di casa            | Gianni Amelio         |             |
| Cuore sacro                  | Ferzan Özpetek        |             |
| 2006                         |                       |             |
| Il regista di matrimoni      | Marco Bellocchio      |             |
| Le Caïman                    | Nanni Moretti         |             |
| La tigre e la neve           | Roberto Benigni       |             |
| 2007                         |                       |             |
| Mio fratello è figlio unico  | Daniele Luchetti      |             |
| In memoria di me             | Saverio Costanzo      |             |
| Saturno contro               | Ferzan Özpetek        |             |
| 2008                         |                       |             |
| Tutta la vita davanti        | Paolo Virzì           |             |
| Nelle tue mani               | Peter Del Monte       |             |
| Nessuna qualità agli eroi    | Paolo Franchi         |             |
| 2009                         |                       |             |
| Gomorra                      | Matteo Garrone        |             |
| Fortapàsc                    | Marco Risi            |             |
| Vincere                      | Marco Bellocchio      |             |

### Année 2010-2019
| Année                                    | Film                      | Réalisateur |
| ---------------------------------------- | ------------------------- | ----------- |
| 2010                                     |                           |             |
| Le Premier qui l'a dit                   | Ferzan Özpetek            |             |
| La prima cosa bella                      | Paolo Virzì               |             |
| Ce que je veux de plus                   | Silvio Soldini            |             |
| 2011                                     |                           |             |
| Habemus papam                            | Nanni Moretti             |             |
| I fiori di Kirkuk                        | Fariborz Kamkari          |             |
| Frères d'Italie                          | Mario Martone             |             |
| 2012                                     |                           |             |
| L'industriale                            | Giuliano Montaldo         |             |
| César doit mourir                        | Paolo et Vittorio Taviani |             |
| Piazza Fontana                           | Marco Tullio Giordana     |             |
| 2013                                     | non affecté               |             |
| 2014                                     |                           |             |
| Les Opportunistes                        | Paolo Virzì               |             |
| Zoran, il mio nipote scemo               | Matteo Oleotto            |             |
| La mafia tue seulement en été            | Pif                       |             |
| Smetto quando voglio                     | Sydney Sibilia            |             |
| In grazia di Dio                         | Edoardo Winspeare         |             |
| 2015                                     |                           |             |
| Leopardi : Il giovane favoloso           | Mario Martone             |             |
| Mia madre                                | Nanni Moretti             |             |
| Les Âmes noires                          | Francesco Munzi           |             |
| Il racconto dei racconti - Tale of Tales | Matteo Garrone            |             |
| Fango e Gloria - La Grande Guerra        | Leonardo Tiberi           |             |
| 2016                                     |                           |             |
| On l'appelle Jeeg Robot                  | Gabriele Mainetti         |             |
| Alaska                                   | Claudio Cupellini         |             |
| La corrispondenza                        | Giuseppe Tornatore        |             |
| Mauvaise Graine                          | Claudio Caligari          |             |
| Perfetti sconosciuti                     | Paolo Genovese            |             |